# 水源地駅
水源地駅（すいげんちえき）は台湾台北市古亭区（現在の中正区）にあった台湾鉄路管理局新店線の廃駅。駅名は近辺を流れる新店渓の取水場、浄水場だった台北水道水源地に由来する。
現在の台北捷運松山新店線公館駅より直線距離で約200メートル、やや北西方向の汀州路三段と思源路の交差点付近に位置し、木造駅舎の地上駅だった。駅舎やホームは現存しないが、汀州路三段の南華高級中学前交差点対面にある汀州路三段284巷角の商店に当駅の職員宿舎が存在していたことを示すプレートがあるほか、反対車線側の空き地が駅の所在地だったとされている。職員宿舎は新店線内の施設で唯一文化資産となっている。

## 歴史
- 1921年1月22日  - 水道町に開業[4]。
- 1949年6月1日 - 台湾鉄路管理局が買収[5]。
- 1965年3月25日 - 廃止[6]。
- 2004年12月22日 - 戦後に建てられ、飲食店となっている職員宿舎群が台北市政府により文化資産（歴史建築）に登録公告[7]。

職員宿舎は歴史建築に登録されたものの、入居者によって塗装や装飾が加えられるなど様変わりしており、当時の面影を取り戻そうと台鉄が復元の動きをみせている。

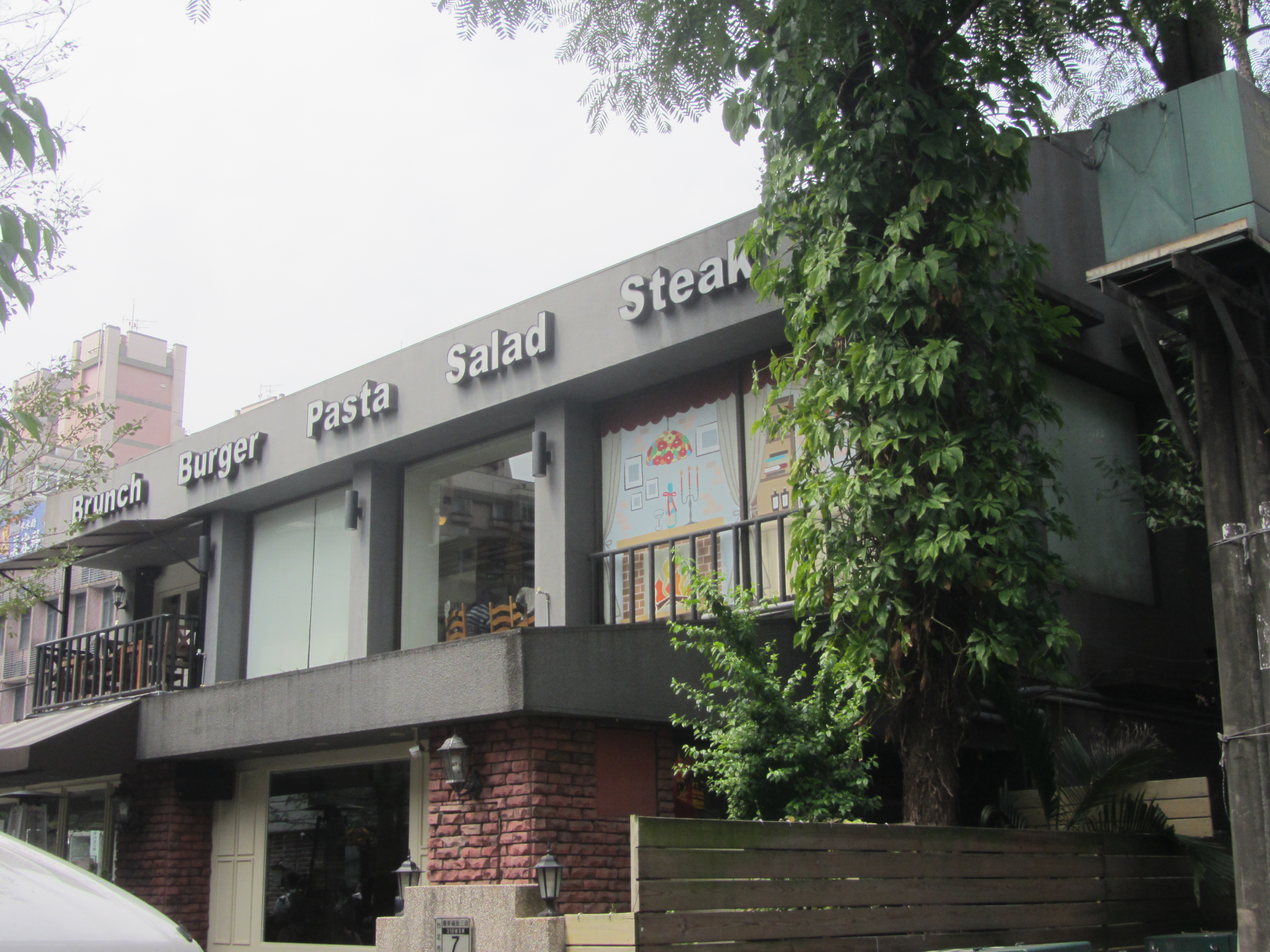
汀州路側の職員宿舎北棟（2014年）

## 廃止前の利用状況
各年の乗降客数と貨物取扱量は以下の通り。戦後、国立台湾大学の教員および学生数急増に合わせて旅客輸送が増大した。
| 年       | 年間   | 年間   | 年間     | 年間  | 1日平均 | 1日平均 |
| 年       | 乗車   | 下車   | 乗降車計 | 出典  | 乗車    | 乗降車  |
| -------- | ------ | ------ | -------- | ----- | ------- | ------- |
| 資料なし |        |        |          |       |         |         |
| 1928年度 | 18,794 | 17,973 | 36,767   | [ 9 ] | 51      | 101     |
| 1929年度 | 28,184 | 25,756 | 53,940   | [ 9 ] | 77      | 148     |
| 1930年度 | 25,577 | 21,560 | 47,137   | [ 9 ] | 70      | 129     |
| 1931年度 | 24,300 | 22,422 | 46,722   | [ 9 ] | 66      | 128     |
| 1932年度 | 28,013 | 26,113 | 54,126   | [ 9 ] | 77      | 148     |
| 資料なし |        |        |          |       |         |         |

| 年     | 旅客乗降(人)         | 旅客乗降(人)         | 貨物積卸(t)          | 貨物積卸(t)          |
| 年     | 年間計               | 1日平均              | 年間計               | 1日平均              |
| ------ | -------------------- | -------------------- | -------------------- | -------------------- |
| 1946年 | 資料なし             | 資料なし             | 資料なし             | 資料なし             |
| 1947年 | 資料なし             | 資料なし             | 資料なし             | 資料なし             |
| 1948年 | 資料なし             | 資料なし             | 資料なし             | 資料なし             |
| 1949年 | 84,107               | 230                  | 6,234                | 17.1                 |
| 1950年 | 410,947              | 1,126                | 9,724                | 26.6                 |
| 1951年 | 1,078,739            | 2,955                | 9,415                | 25.8                 |
| 1952年 | 499,471              | 1,365                | 11,789               | 32.2                 |
| 1953年 | 525,991              | 1,441                | 6,822                | 18.7                 |
| 1954年 | 506,672              | 1,388                | 14,415               | 39.5                 |
| 1955年 | 505,119              | 1,384                | 16,022               | 43.9                 |
| 1956年 | 602,457              | 1,646                | 25,125               | 68.6                 |
| 1957年 | 716,736              | 1,964                | 23,303               | 63.8                 |
| 1958年 | 628,834              | 1,723                | 21,523               | 59.0                 |
| 1959年 | 414,056              | 1,134                | 14,799               | 40.5                 |
| 1960年 | 419,058              | 1,145                | 18,808               | 51.5                 |
| 1961年 | 370,523              | 1,015                | 16,118               | 44.0                 |
| 1962年 | 241,474              | 662                  | 16,802               | 46.0                 |
| 1963年 | 212,750              | 583                  | 11,803               | 32.3                 |
| 1964年 | 248,774              | 680                  | 8,774                | 24.0                 |
| 1965年 | 資料なし 3月20日停止 | 資料なし 3月20日停止 | 資料なし 3月25日廃止 | 資料なし 3月25日廃止 |

## 駅周辺
- 台北水道水源地（自来水博物館）
- 三軍総医院（中国語版）汀州院区
- 国立台湾大学
- 台北捷運公館駅
- 私立南華高級中学（中国語版）
- 台電大楼（台湾電力ビル）

## 隣の駅
台湾鉄路管理局
新店線（廃止）
古亭駅 - （仙公廟駅） - 水源地駅 - 公館駅